# Orchomenos
Orchomenos (gr. Oρχομενός) je řecké město a obec v regionální jednotce Bojótie ve Středním Řecku. Má bohatou historickou a mytologickou minulost. Bylo osídleno od neolitického období. Ve městě v roce 2011 žilo 5238 obyvatel, v obci pak 11 621.

## Členění obce
Obec Orchomenos od roku 2011 zahrnuje 2 obecní jednotky. V závorkách je uveden počet obyvatel obecních jednotek a komunit.
- Obecní jednotka Akraifnia (2752) – komunity: Akraifnio (1058), Kastro (882), Kokkino (812).
- Obecní jednotka Orchomenos (8869) – komunity: Agios Dimitrios (877), Agios Spyridonas (328), Dionysos (572), Karya (264), Loutsio (308), Orchomenos (5238), Pavlos (1186), Pyrgos (96).

## Historie
Orchomenos byl osídlen již v rané době bronzové (2800–1900 př. Kr.) A vzpomíná se i v Homérově Iliadě jako významné město, soupeřící s nedalekými Thébami. Bylo osídleno řeckým kmenem Achajců. Již v roce 1876 zde dělal archeologické výzkumy Heinrich Schliemann, poté H. Bulle (1907).
Z mykénského období byl objeven kopulový hrob, připisován mytickému králi Minyovi. Již během výzkumů Heinricha Schliemanna měla hrobka zhroucený strop. Stěny hrobky zdobily jemné reliéfní spirály, rozety a lotosové květy. Průměr hrobky byl 14 metrů, zachovala se i cesta (dromos) vedoucí do hrobky. Domy z tohoto období měly kulatý půdorys s průměrem 2 až 6 metrů. Mykénský Orchomenos byl zničen kolem roku 1200 př. Kr., když do Řecka přicházely poslední řecké kmeny – Dórové. Dórové se však v Bojótií neusadili, takže se i v Orchomene zachovalo Achájské osídlení.
V 7. století před Kr. byl Orchomenos členem bojótské amfiktyónie. Během řecko-perských válek se Orchomenos přidal na stranu Peršanů. V pozdějším období soupeřil Orchomenos s Thébami, obyčejně se přidal k jejich nepřátelům, což často znamenalo, že byl obléhán a dobyt. V roce 367 př. Kr. Théby zničily Orchomenos, v roce 353 byl obnoven a v roce 349 byl opět zničen. Alexandr Veliký opět obnovil Orchomenos, který se postavil na jeho stranu v boji proti Thébám, ale pod římskou nadvládou již nehrál žádnou významnější roli. Během tohoto období obyvatelé města přestoupili na křesťanství. Od roku 395 patřil do Byzantské říše.
Orchomenos přežil přibližně až do 7. stol., přestože byl v minulosti vypleněn různými barbarskými kmeny, jako Góty), Heruly či Huny. Asi v 7. stol. bylo město definitivně dobyto Slovany, kteří ovládali Řecko až do 8. – 9. stol., kdy byli poraženi a odvedeni. Obyvatelé zničeného Orchomena se rozhodli postavit nové osídlení, a tak na místě starého města postavili dvě menší osady s názvem Petromagula a Skripus. V 9. stol. byl ve městě Skripus postaven velký klášter PANAJI tis skript, který zde stojí dodnes. Na postavení této stavby byly použity mnohé starověké kameny z předešlých staveb. Kameny měly různé nápisy a proto se celé město nazvalo Skripus, z latinského scriptus. Od 13. stol. patřilo území evropským dobyvatelům, od 15. stol. Turkům. Petromagula a Skripus patřily do severní, řecky hovořící části Bojótie, jih byl osídlen Arvanity. Od roku 1831 patří tato dvě města do osvobozeného Řecka.
V roce 1920 se osady Petromagula a Skripus spojily a znovu tak vytvořily Orchomenos.